# WWE Tag Team Championship
WWE Tag Team Championship er en VM-titel for tagteams i World Wrestling Entertainment. Titlen har eksisteret siden 2002, og den var fra 2002 til 2009 den ene af to VM-titler for tagteams sammen med den originale VM-titel (World Tag Team Championship) fra 1971. De to VM-titler blev forenet under navnet Unified WWE Tag Team Championship, men World Wrestling Entertainment har siden 2010 brugt navnet WWE Tag Team Championship. 

## Historie
World Wrestling Entertainment havde indtil 2002 én titel for tagteams – WWE Tag Team Championship – og den har eksisteret siden 1971 under forskellige navne. I 2002 blev organisationen opdelt i to brands – RAW og SmackDown! – og de enkelte brands fik deres egne titler. Den originale tagteamtitel blev gjort eksklusiv til RAW og samtidig omdøbt til World Tag Team Championship for at matche brandets singletitel. Hos SmackDown! var man derfor uden nogen titel for tagteams og lavede derfor en helt ny titel, WWE Tag Team Championship. Trods navneligheden har titlen i princippet intet med den originale titel at gøre. De to titler blev forenet i 2009 ved WrestleMania XXV.